# Абрахам Кібівот
Абрахам Кібівот (англ. Abraham Kibiwot; нар. 6 квітня 1996) — кенійський легкоатлет, який спеціалізується в бігу з перешкодами.

## Спортивні досягнення
Фіналіст (10-е місце) олімпійських змагань з бігу на 3000 метрів з перешкодами (2021).
Дворазовий фіналіст чемпіонатів світу в бігу на 3000 метрів з перешкодами — 5-е місце у 2022 та 7-е місце у 2019.
Бронзовий призер чемпіонату Африки в бігу на 3000 метрів з перешкодами (2016)
Чемпіон Ігор Співдружності у бігу на 3000 метрів з перешкодами (2022).
Срібний призер Ігор Співдружності у бігу на 3000 метрів з перешкодами (2018).
Чемпіон Кенії з бігу на 3000 метрів з перешкодами (2016, 2022).